# Miokus
Miokus (cyr. Миокус) – wieś w Serbii, w okręgu maczwańskim, w mieście Šabac. W 2011 roku liczyła 357 mieszkańców.